# Тривиальная топология
Тривиа́льная тополо́гия в общей топологии — это топология, состоящая лишь из всего пространства и пустого множества. Логичнее, однако, называть эту топологию антидискретной, поскольку и дискретная, и антидискретная топологии — обе довольно тривиальные в общеязыковом смысле этого слова.

## Определение
Пусть {\displaystyle X} — произвольное множество. Семейство подмножеств {\displaystyle {\mathcal {T}}=\{X,\varnothing \},} где {\displaystyle \varnothing } обозначает пустое множество, является топологией. Эта топология называется тривиальной, антидискретной или топологией сли́пшихся точек. Пара {\displaystyle (X,{\mathcal {T}})} называется тривиа́льным (иначе: антидискретным) топологи́ческим простра́нством.

## Замечание
Если множество {\displaystyle X} содержит более одной точки, то все они топологически неразличимы, так как содержатся в одной единственной окрестности.

## Свойства
- Единственными замкнутыми множествами в антидискретном топологическом пространстве являются {\displaystyle X} и {\displaystyle \varnothing .}
- Антидискретная топология обладает единственной базой: {\displaystyle {\mathcal {B}}=\{X\}.}
- Антидискретное топологическое пространство не удовлетворяет большинству аксиом отделимости. В частности, оно не является хаусдорфовым, а следовательно и метризуемым. Однако антидискретное топологическое пространство удовлетворяет аксиомам Т3, T3½, Т4 ввиду отсутствия в нём тех объектов, для которых надо проверять условия аксиом. Именно поэтому в определения регулярного, вполне регулярного и нормального топологических пространств вводится требование удовлетворять ещё одной аксиоме отделимости: аксиоме Т1.
- Антидискретное топологическое пространство компактно и паракомпактно.
- Любая последовательность точек из {\displaystyle X} сходится к любой точке из того же пространства. В частности антидискретное топологическое пространство секвенциально компактно.
- Внутренность произвольного собственного подмножества {\displaystyle A\subsetneq X} пуста.
- Замыкание произвольного непустого подмножества {\displaystyle A\subset X} совпадает с {\displaystyle X}. В частности, любое подмножество антидискретного топологического пространства всюду плотно в {\displaystyle X.}
- Два антидискретных топологических пространства гомеоморфны тогда и только тогда, когда они имеют одинаковую мощность.